# Senec (ort i Tjeckien)
Senec är en ort i Tjeckien.   Den ligger i regionen Mellersta Böhmen, i den västra delen av landet, 50 km väster om huvudstaden Prag. Senec ligger 415 meter över havet och antalet invånare är 228.
Terrängen runt Senec är huvudsakligen platt, men västerut är den kuperad. Runt Senec är det ganska glesbefolkat, med 32 invånare per kvadratkilometer. Närmaste större samhälle är Rakovník, 4,5 km norr om Senec. Trakten runt Senec består till största delen av jordbruksmark.